# Jean Marais
Jean Alfred Villain-Marais, anomenat Jean Marais (Cherbourg, 11 de desembre de 1913 – Canes, 8 de novembre de 1998) va ser un actor, director escènic, escriptor, pintor, escultor i especialista francès. El 1993, Jean Marais va rebre un César honorífic en reconeixement de la seva trajectòria.

## Biografia

### Infantesa
Quan Jean Marais tenia quatre anys, la seva mare, alsaciana, va decidir marxar a París amb els seus dos fills. Vivien fins aleshores a Cherbourg amb el seu germà i el seu pare, veterinari, de qui la seva mare va decidir separar-se'n. Era sovint absent. El petit Jean li escrivia cartes però la seva tia posava l'adreça en el sobre. Comprendrà més tard que això era perquè la seva mare, cleptòmana, estava sovint a la presó. Va ser alumne al liceu Condorcet. Jean Marais no tornarà a veure el seu pare fins prop de 40 anys més tard.

### Inici
Comença com a figurant el 1933 en les pel·lícules de Marcel L'Herbier que no li va donar mai una oportunitat. El 1937, fracassa en les proves d'entrada al Conservatori i estudia a casa de Charles Dullin, al Teatre de l'Atelier. Hi descobreix peces clàssiques, on té papers de figurant que li permeten finançar els seus cursos.

### Jean Cocteau
La seva trobada amb Jean Cocteau l'any 1937, en una audició per la posada en escena de la seva reescriptura d'Èdip Rei, va marcar l'autèntic llançament de la seva carrera. El cineasta i dramaturg es va enamorar del jove actor, que va ser el seu amant, després el seu amic fins a la seva mort l'any 1963. Cocteau va donar a Jean Marais un paper mut a Èdip Rei: Jean Marais hi va interpretar el paper del Cor. En aquesta peça Marais apareixia vestit amb bandes estretes, disfressa creada per Coco Chanel, amiga de Cocteau. El seu paper era mut perquè Marais no dominava pas encara prou la seva veu pel teatre, fumar cigarretes el va ajudar a transformar-la.
Cocteau li va escriure ràpidament una obra a mida:  Els pares terribles  (1938), que li va donar el reconeixement de la professió.
1942 el viu al costat de Viviane Romance en l'adaptació per Christian-Jaque de Carmen.
El 1943, va interpretar un Tristan modern en  L'Etern Retorn  de Jean Delannoy. Hi va haver un viu altercat amb el crític artístic Alain Laubreaux, del periòdic col·laboracionista Je suis partout , que l'havia qualificat de "L'home de Cocteau entre les dents" (aquesta polèmica va estar represa a  Le Dernier métro  de François Truffaut) i afirmava que la seva salut ho era per les relacions de Cocteau. Va esdevenir l'ídol de la seva generació.
El 1944, va muntar  Renaud i Armide, però la peça va ser víctima d'una conspiració, sembla feta pels col·laboracionistes, i es va aturar ràpidament. Marais va guanyar encara en popularitat i va esdevenir un símbol de resistència a l'ocupant.
Després de l'alliberament de París, l'agost de 1944, Jean Marais es va allistar en l'exèrcit francès i es va unir a la 2a DB del general Leclerc.
Al final de la Segona Guerra Mundial, Cocteau va escriure per ell  La Bella i la Bèstia , una pel·lícula molt difícil de rodar, i en la qual ningú no hi creia. Marais va entrar llavors en la llegenda. El 1946, va interpretar en l'obra L'Aigle a deux têtes  de Cocteau, a continuació el 1949, en una de les més cèlebres pel·lícules de Jean Cocteau,  Orphée .
Al final dels anys 1940, va entrar a la Comédie Française. Hi va estar a la vegada com a actor, escenògraf i decorador. Aquest va ser la primera vegada que aquesta funció havia estat donada a un jove actor (de menys de 40 anys). Marais va abandonar la Comèdia Francesa després d'una baralla amb el director.
Va rodar amb grans estrelles femenines: Les Chouans amb Madeleine Robinson, Ruy Blas amb Danielle Darrieux, Aux yeux du souvenir on va retrobar Jean Delannoy amb Michèle Morgan.

### Canvi de registre
En els anys 1950, es va allunyar de Cocteau.
Va rodar per a grans cineastes, entre els quals Luchino Visconti, Jean Renoir, Sacha Guitry.
1954 va ser l'any del seu èxit més gran en sales, Le Comte de Monte Cristo segona adaptació per Robert Vernay de la novel·la d'Alexandre Dumas.
Va compartir el 1956 amb Ingrid Bergman el protagonisme d'Elena et les Hommes de Jean Renoir.
Luchino Visconti el va contractar el 1957 per Nuits blanches.
El 1959, va rodar una última vegada amb Jean Cocteau,  El Testament d'Orphée  on va interpretar Èdip. Marais va abandonar Cocteau per un ballarí. Jean Cocteau va morir el 1963.
El 1959, André Hunebelle li va proposar de rodar Le Bossu amb Bourvil. Aquest va ser el començament d'una nova carrera. Era ja popular, aquestes pel·lícules menys intel·lectuals que els precedents li van portar un nou públic.

Va rodar  Le Capitain  sempre amb Bourvil i André Hunebelle i a continuació una sèrie de pel·lícules de capa i espasa com  Le Capitain Fracasse  de Pierre Gaspard-Huit l'any 1961 o Le Masque de fer  de Henri Decoin l'any 1962.
Va conèixer un nou èxit amb la sèrie de Fantômas (1964-1966) en la qual va interpretar el doble paper del periodista Fandor i de Fantômas. Hi va fer d'especialista. Però encara que el públic afluís a les sales i que el nombre d'entrades es disparés, Marais va estimar que aquestes pel·lícules no tenien el prestige de les precedents. A més, després d'haver-hi hagut de compartir el protagonisme amb Bourvil, d'aleshores endavant gairebé queda relegat al rang de primer segon paper per Louis de Funès, que interpretava el paper del comissari Juve. Va decidir llavors que el cinema havia acabat per ell i es va retirar al teatre.
El 1970, Jacques Demy li va donar el seu últim gran paper a  Peau d'Âne en el qual donava la rèplica a Catherine Deneuve.

### Final de carrera

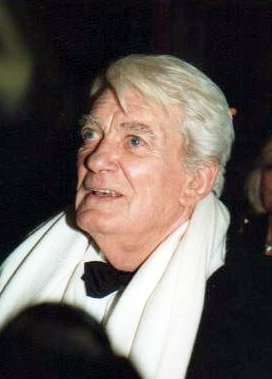
Jean Marais el 1993, a la 18a cerimònia dels César

El 1973, va retrobar l'èxit per la seva última col·laboració amb André Hunebelle a  Joseph Balsamo. En resum va rodar vuit vegades sota la direcció d'André Hunebelle.
Jean Marais es va retirar als Alpes-Marítims, en principi a Cabris on va passar una quinzena d'anys (un boulevard del municipi prop de la casa on va viure porta el seu nom) a continuació a Vallauris on va practicar ceràmica, escultura i teatre. Hi va obrir un magatzem i fins i tot una galeria d'art gràcies a una parella d'amics ceramistes.
Cap a 1980, va muntar l'espectacle Cocteau Marais i va esdevenir el guardià de l'obra de Cocteau, sense tenir-ne legalment els drets.
El 1988, grava la cançó On n'oublie rien, de François Valéry i Gilbert Sinoué, a Franceval.
Al llarg dels anys 1980, va interpretar al teatre (Don Diègue a  El Cid ,  El Rei Lear ,  Els Monstres sagrats ) i alguns papers al cinema (a Parking de Jacques Demy i a Els miserables de Claude Lelouch). va interpretar el seu últim paper al cinema a Bellesa robada de Bernardo Bertolucci l'any 1995, i al teatre l'any 1997, el del pastor Balthazar a  L'Arlésienne , als Folies Bergère.
En una entrevista donada a Bernard Pivot, Jean Marais va precisar no haver fet mai de figurant a Drôle de drame  i haver-hi va estar reemplaçat a l'últim minut.
Va escriure alguns llibres, entre els quals les seves memòries, L'Inconcevable Jean Cocteau, contes i poemes.
Com escultor, va realitzar, entre d'altres, una evocació del Passa-muralles que va ser instal·lat a Montmartre davant la casa on vivia Marcel Aymé, autora de la novel·la homònima.
Jean Marais va morir a Canes el 8 de novembre de 1998. Va ser enterrat en el petit cementiri de Vallauris, la ciutat dels ceramistes, on hi havia passat els últims anys de la seva vida.

## Posteritat
A Montmartre, prop de Basílica del Sacré Cœur, una placa Jean-Marais va ser inaugurada el 26 d'abril de 2008. Al carrer Norvins a Montmartre es troba una escultura de Jean Marais en homenatge al Passa-muralla de Marcel Aymé.
Jean Marais és un dels escassos actors que no va mai amagar la seva homosexualitat. En les seves pel·lícules, és també un dels escassos, amb Jean-Paul Belmondo, a fer sempre els seus propis doblatges.

## Filmografia completa

### 1933 - 1937
- 1933: Dans les rues de Victor Trivas
- 1933: Étienne de Jean Tarride
- 1933: L'Épervier de Marcel L'Herbier
- 1934: L'Aventurier de Marcel L'Herbier – Un jove obrer
- 1934: Le Scandale de Marcel L'Herbier –
- 1934: Le Bonheur de Marcel L'Herbier – Un periodista
- 1936: Les Hommes nouveaux de Marcel L'Herbier – El secretari
- 1936: Nuits de feu de Marcel L'Herbier
- 1937: Abus de confiance d'Henri Decoin
- 1937: Remontons les Champs-Élysées film de Sacha Guitry – L'abat-preceptor
- 1937: Le Patriote de Maurice Tourneur

### 1941 - 1949
- 1941: Le pavillon brûle de Jacques de Baroncelli – Daniel
- 1942: Le Lit a colonnes de Roland Tual – Rémi Bonvent, compositor
- 1943: L'Éternel Retour de Jean Delannoy guió i dialogues de Jean Cocteau – Patrice
- 1943: Voyage sans espoir de Christian-Jaque – Alain Ginestier, El jove afortunat
- 1945: Carmen de Christian-Jaque – Don José
- 1946: La Belle et la Bête de Jean Cocteau – Avenant, la bèstia i el príncep
- 1947: Les Chouans d'Henri Calef adaptació de Honoré de Balzac – El Marqués de Montauran
- 1947: L'Aigle a deux têtes de Jean Cocteau – Stanislas
- 1948: Ruy Blas de Pierre Billon – Ruy Blas i Don Cesar de Bazan
- 1948: Aux yeux du souvenir de Jean Delannoy – Jacques Forestier
- 1948: Le Secret de Mayerling de Jean Delannoy – L'archiduc Rodolphe
- 1948: Les Parents terribles de Jean Cocteau – Michel
- 1948: Ceux du Tchad o Leclerc curt de Georges Régnier i Marcel Achard – Un jove tinent
- 1949: Orphée de Jean Cocteau – Orphée
- 1949: Vedettes en liberté curt de Jean Guillon – El seu propi paper

### 1950 - 1959
- 1950: Coriolan mig-metratge, inèdit de Jean Cocteau
- 1950: Le Château de verre de René Clément – René Marsay, l'amant d'Evelyne
- 1950: L'amante di una notte versió italiana del film anterior de René Clément – René Marsay
- 1950: Les miracles n'ont lieu qu'une fois d'Yves Allégret – Jérôme
- 1951: Nez de cuir d'Yves Allégret – Roger de Tainchebraye
- 1951: L'Amour, Madame de Gilles Grangier – el seu propi paper
- 1951: Le rendez-vous de Cannes curt d'Eddie Pétrossian – el seu propi paper
- 1952: La voce del silenzio" de Georg Wilhelm Pabst
- 1952: L'Appel du destin de Georges Lacombe – Lorenzo Lombardi, pare de Roberto
- 1953: Dortoir des grandes d'Henri Decoin – L'inspector Désiré Marco
- 1953: La Conciencia acusa
- 1953: Julietta de Marc Allégret – André Landrecourt, advocat
- 1953: Les Amants de minuit de Roger Richebé – Marcel Dulac, faussaire
- 1953: Etoiles au soleil curt de Jacques Guillon – el seu propi paper
- 1953: Boum sur Paris de Maurice de Canonge – J.Marais és una vedette invitée
- 1953: Le Guérisseur d'Yves Ciampi – Pierre Lachaux-Laurent, ancien médecin
- 1954: Le Comte de Monte-Cristo primera època: La trahison i segona època: La vengeance, de Robert Vernay – Edmond Dantes
- 1954: Si Versalles s'expliqués (Si Versailles m'était conté) de Sacha Guitry – Lluís XV de França
- 1955: Futures Vedettes de Marc Allégret – Eric Walter, tenor i Professor
- 1955: Goubbiah mon amour de Robert Darène – Goubbiah
- 1955: Napoléon de Sacha Guitry – El comte de Montholon
- 1955: Toute la ville accuse de Claude Boissol – François Nérac
- 1956: Elena et les Homes de Jean Renoir – El general François Rollan
- 1956: Si Paris nous était conté de Sacha Guitry – Francesc I de França
- 1957: Amour de poche de Pierre Kast – El Professor Jérôme Nordmann
- 1957: La Tour, prends garde ! de Georges Lampin – Henri La Tour
- 1957: La Vie a deux de Clément Duhour – Teddy Brooks, l'il·lusionista
- 1957: Le notti bianche de Luchino Visconti – Tenant
- 1957: S.O.S. Noronha de Georges Rouquier – Frédéric Coulibaud
- 1957: Typhon sur Nagasaki d'Yves Ciampi – Pierre Marsac
- 1958: Chaque jour a son secret de Claude Boissol – Xavier Lezcano
- 1959: El testament d'Orfeu (Le Testament d'Orphée) de Jean Cocteau – Edip

### 1960 - 1970
- 1960: Austerlitz d'Abel Gance – Carnot
- 1960: Le Bossu d'André Hunebelle – El cavaller Henri de Lagardère àlias: Le Bossu
- 1960: Le Capitan d'André Hunebelle – François de Capestan
- 1961: La princesa de Clèves (La Princesse de Clèves) de Jean Delannoy – El príncep de Clèves
- 1961: Le capitain Fracasse de Pierre Gaspard-Huit – El baró de Sigognac
- 1961: Le Miracle des loups d'André Hunebelle – Robert de Neuville
- 1961: L'Enlèvement des Sabines de Richard Pottier – El déu Mars
- 1961: Napoléon II l'Aiglon de Claude Boissol – Montholon
- 1962: Ponzio Pilato" de Gian Paolo Callegari i Irving Rapper – Ponç Pilat
- 1962: Le Masque de fer d'Henri Decoin – D'Artagnan
- 1962: Les Mystères de Paris d'André Hunebelle – Rodolphe de Sombreuil
- 1963: L'Honorable Stanislas, agent secret de Jean-Charles Dudrumet – Stanislas
- 1963: Cherchez l'idole de Michel Boisrond – Ell mateix, com a espectador a l'Olympia
- 1964: Fantômas d'André Hunebelle – Fantômas i Fandor, El journaliste
- 1964: Patate de Robert Thomas – Noël Carradine
- 1965: Le Gentleman de Cocody de Christian-Jaque – Jean-Luc Hervé de La Pommeraye
- 1965: Thomas l'imposteur de Georges Franju –
- 1965: La fúria de Fantomas (Fantômas se déchaîne) d'André Hunebelle – Fantômas, Fandor El periodista i El professor Lefèvre
- 1965: Le Saint prend l'affût de Christian Jaque – Simon Templar, anomenat El Sant
- 1965: Pleins feux sur Stanislas de Jean-Charles Dudrumet – Stanislas Dubois, agent secret
- 1965: Train d'enfer de Gilles Grangier – Antoine Fabre un as du S.R Français
- 1966: Sept hommeset une garce de Bernard Borderie – Dorgeval
- 1967: Fantomas contra Scotland Yard (Fantômas contre Scotland Yard) d'André Hunebelle – Fantômas i Fandor; El journaliste
- 1968: Le Paria "Jaque Mate" de Claude Carliez – Manu
- 1969: La Provocation d'André Charpak – Christian, Professor d'arqueologia
- 1969: Le Jouet criminel d'Adolfo Arrieta
- 1970: Peau d'Âne de Jacques Demy – El primer rei

### 1975 - 1999
- 1976: Jean Marais, artisan du rêve, documental, curt de Gérard Devillers – Lui même
- 1976: Chantons sous l'Occupation documental d'André Halimi
- 1981: Chirico per Cocteau curt documental de Pascal Kané – Una participation
- 1982: Ombre et secret curt de Philippe Delarbre
- 1985: Parking de Jacques Demy – Hadès
- 1986: Lien de parenté de Willy Rameau – Victor Blaise
- 1992: Les Enfants du naufrageur de Jérôme Foulon – Marc-Antoine
- 1995: Els miserables de Claude Lelouch – Monseigneur Myriel
- 1995: Bellesa robada (Stealing Beauty) de Bernardo Bertolucci – Mr Guillaume
- 1995: Projection au Majestic curt d'Yves Kovacs
- 1999: Luchino Visconti documental de Carlo Lizzani – Testimoni de J.Marais

### Televisió
- 1969: Renaud i Armide de Marcel Cravenne adaptació de l'obra de Jean Cocteau – El rei Renaud
- 1971: Robert Macaire de Pierre Bureau adaptació de l'obra de Frédérick Lemaître – Robert Macaire
- 1973: Joseph Balsamo d'André Hunebelle – Joseph Balsamo, àlias Cagliostro (en els 7 episodis)
- 1973: Karatekas and co fulletó en 6 episodis d'Edmond Tyborowski – L'Emperador, vell agent diplomàtic en els episodis següents: La Couronne d'Attila, El Club de l'eau plate, Mozart passe la mesure, La Nuit des parfaits, Deux milions de fusils, Quelque part en Méditerranée
- 1977: Vaincre a Olympie de Michel Subiela – Ménesthée
- 1980: Les Parents terribles de Yves-André Hubert adaptació de la pièce de Jean Cocteau – Georges
- 1982: Cher menteur d'Alexandre Tarta adaptació de l'obra de Jérôme Kilty
- 1983: Du vent dans les branches de sassafras de Robert Valey adaptació de l'obra de René de Obaldia
- 1996: Belmondo Le magnifique – Documental – de Dominique Chammings – Testimoni de J.Marais

## Teatre

### Artista
- 1937: Œdipus Rex de Jean Cocteau, posada en escena de l'autor
- 1937: Les Chevaliers de la table ronde de Jean Cocteau, posada en escena de l'autor
- 1938: Les Parents terribles de Jean Cocteau, posada en escena Alice Cocéa
- 1941: La Machine a écrire de Jean Cocteau, posada en escena de l'autor
- 1944: Andromaque de Racine, posada en escena Jean Marais
- 1946: L'Aigle a deux têtes de Jean Cocteau, posada en escena Jacques Hébertot
- 1950:  Chéri  de Colette, posada en escena Jean Wall, Teatre de la Madeleine
- 1950: Chéri de Colette, posada en escena Jean Wall, Teatre de la Madeleine
- 1952: Britannicus de Racine, posada en escena Jean Marais, Comédie-Française
- 1952: Mithridate de Racine, posada en escena Jean Yonnel, Comédie-Française
- 1953: Britannicus de Racine, posada en escena Jean Marais, Comédie-Française
- 1954: La Machine infernale de Jean Cocteau, posada en escena de l'autor, Teatre des Bouffes-Parisiens, Herbert-Karsenty
- 1955: Pygmalion de George Bernard Shaw, posada en escena Jean Marais, Teatre des Bouffes-Parisiens
- 1957: César et Cléopâtre de George Bernard Shaw, posada en escena Jean El Poulain, Teatre Sarah-Bernhardt
- 1958: Deux sur la balançoire de William Gibson, posada en escena Luchino Visconti
- 1967: Adorable Julia de Marc-Gilbert Sauvajon adaptació de Somerset Maugham, posada en escena Jean-Laurent Cochet, Teatre des Célestins
- 1968: Le Disciple du diable de George Bernard Shaw, Adaptació Jean Cocteau, posada en escena Jean Marais, Teatre de Paris
- 1970: Cyrano de Bergerac d'Edmond Rostand, posada en escena Jacques Hardouin, Teatre des Célestins
- 1970: L'Amour masqué de Sacha Guitry i André Messager, posada en escena Jean-Pierre Grenier, Teatre du Palais-Royal
- 1973: Tartuffe de Molière, posada en escena Jean Meyer, Teatre des Célestins
- 1973: Le Bossu de Paul Féval, posada en escena Jacques-Henri Duval
- 1975: Les Misérables de Paul Achard adaptació de Victor Hugo, posada en escena Jean Meyer, Teatre de l'Agora Évry
- 1976: Les Misérables de Paul Achard adaptació de Victor Hugo, posada en escena Jean Meyer, Teatre des Célestins
- 1977: Les Parents terribles de Jean Cocteau, posada en escena Jean Marais, Teatre Antoine
- 1978: Cher menteur de Jérôme Kilty, amb Edwige Feuillère, Teatre de l'Athénée
- 1978-1979: El rei Lear de William Shakespeare, posada en escena Yves Gasc, Festival de Vaison-la-Romaine i Teatre de l'Athénée[3]
- 1981: Du vent dans les branches de Sassafras de René de Obaldia, posada en escena Jacques Rosny, Teatre de la Madeleine
- 1982: Du vent dans les branches de sassafras de René de Obaldia, posada en escena Jacques Rosny, Teatre des Célestins
- 1983: Cocteau-Marais de Jean Cocteau, posada en escena Jean Marais & Jean-Luc Tardieu, Teatre de l'Atelier, Teatre Renaud-Barrault
- 1985: Le Cid de Corneille, posada en escena Francis Huster, Teatre Renaud-Barrault
- 1986: La casa del llac d'Ernest Thompson, Adaptació Pol Quentin, posada en escena Raymond Gérôme, amb Edwige Feuillère, Teatre Montparnasse
- 1988: Bacchus de Jean Cocteau, posada en escena Jean Marais, Teatre des Bouffes-Parisiens
- 1989: Hernani de Victor Hugo, posada en escena Jean-Luc Tardieu, Maison de la Culture de Loire-Atlantique Nantes
- 1989: La Machine infernale de Jean Cocteau, posada en escena Jean Marais, Festival d'Anjou, Espace Pierre Cardin
- 1993: Les Monstres sacrés de Jean Cocteau, posada en escena Raymond Gérôme, Teatre des Bouffes-Parisiens
- 1995: Les Chevaliers de la Table Ronde de Jean Cocteau, posada en escena Nicolas Briançon, Teatre des Célestins
- 1997: La Tempesta de William Shakespeare, posada en escena Jean-Luc Revol
- 1997: L'Arlésienne d'Alphonse Daudet, posada en escena Roger Louret

### Escenògraf
- 1944: Andromaque de Racine, Teatre Édouard VII
- 1952: Britannicus de Racine, Comèdie-Française
- 1955: Pygmalion de George Bernard Shaw, Teatre des Bouffes-Parisiens
- 1957: L'Apprenti fakir de Jean Marais, decorats i vestuari Jean Marais, coreografia i posada en escena Georges Reich, lletra Charles Aznavour, música Jeff Davis, Teatre de la Porte-Saint-Martin
- 1959: Un rossignol chantait de Robert Lamoureux, Teatre des Variétés
- 1968: Le Disciple du diable de George Bernard Shaw, Adaptació Jean Cocteau, Teatre de Paris
- 1977: Les Parents terribles de Jean Cocteau, Teatre Antoine
- 1983: Cocteau-Marais de Jean Cocteau, posada en escena amb Jean-Luc Tardieu, Teatre de l'Atelier, teatre Renaud-Barrault
- 1988: Bacchus de Jean Cocteau, Teatre des Bouffes-Parisiens
- 1989: La Machine infernale de Jean Cocteau, Festival d'Anjou, Espace Pierre Cardin

## Premis i nominacions[calcitació]

### Premis
- 1993: César honorífic